# Zubair Jahan Khan
Zubair Jahan Khan (* 10. Oktober 1972 in Karatschi) ist ein ehemaliger pakistanischer Squashspieler.

## Karriere
Zubair Jahan Khan war zwischen 1991 und 2002 als Squashspieler aktiv und erreichte im Mai 1997 mit Rang neun seine höchste Platzierung in der Weltrangliste. Dadurch qualifizierte er sich in diesem Jahr auch für die PSA Super Series Finals. Mit der pakistanischen Nationalmannschaft nahm er 1995 und 1997 an der Weltmeisterschaft teil. 1995 wurde er dabei Vizeweltmeister. Insgesamt viermal stand er im Hauptfeld der Einzelweltmeisterschaft. Sein bestes Abschneiden war dabei das Erreichen des Viertelfinals 1996, in dem er Rodney Eyles unterlag. Bei Asienmeisterschaften stand er 1992 im Endspiel des Einzel- und Mannschaftswettbewerbs. Er verlor das Einzel gegen Abdul Faheem Khan, während er mit der Mannschaft siegreich blieb.
Sein Neffe Shahjahan Khan ist ebenfalls als Squashspieler aktiv. Auch seine Brüder Hiddy Jahan und Zarak Jahan Khan waren erfolgreiche Squashspieler.

## Erfolge
- Vizeweltmeister mit der Mannschaft: 1995
- Gewonnene PSA-Titel: 3
- Vizeasienmeister: 1992
- Asienmeister mit der Mannschaft: 1992